# Joseph-Georges-Édouard Michaud

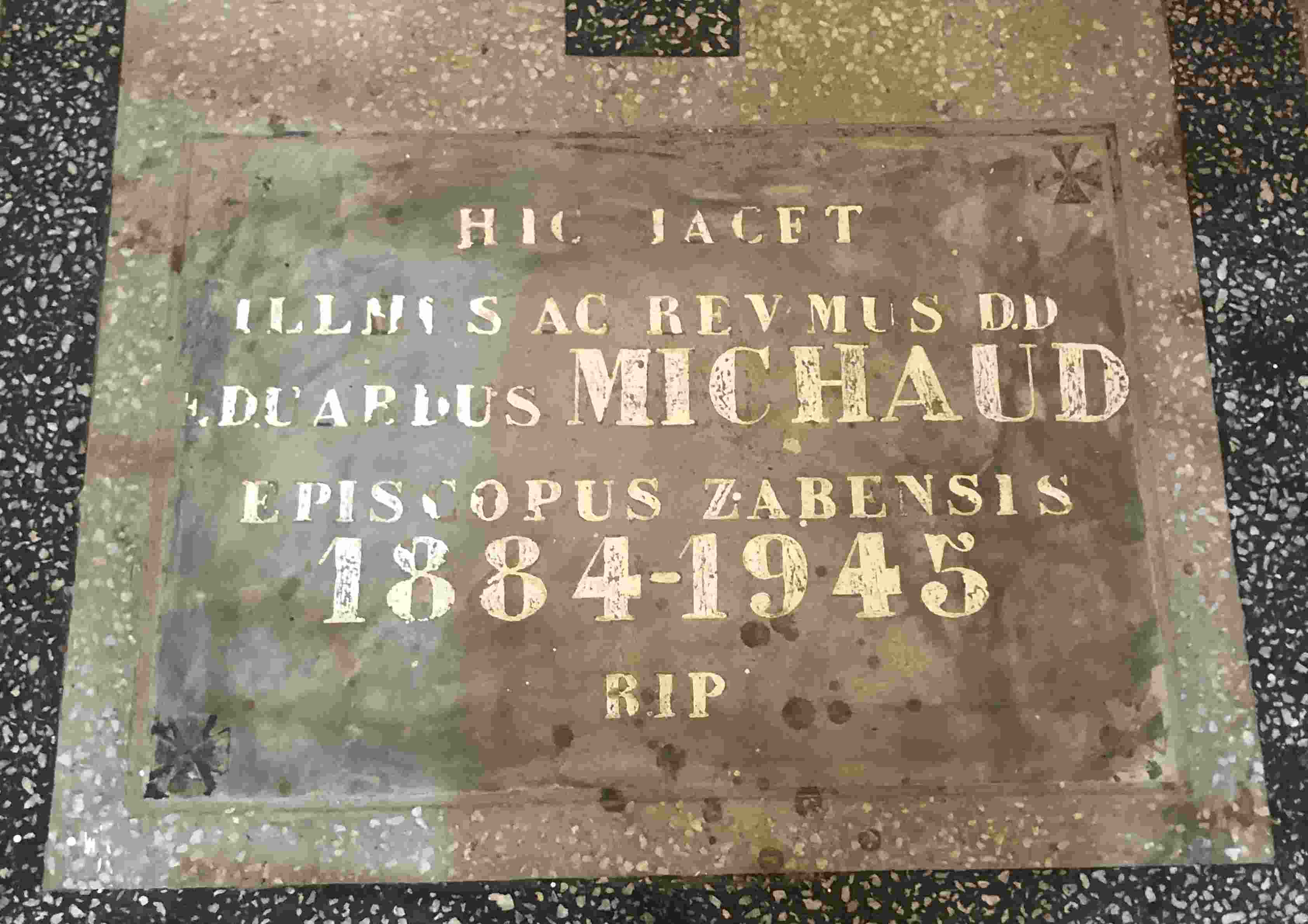
Grabplatte von Bischof Michaud in der Kathedrale von Kampala

Joseph-Georges-Édouard Michaud MAfr (* 14. September 1884 in Sainte-Anne-de-Bellevue, Québec; † 18. Juni 1945) war ein kanadischer römisch-katholischer Ordensgeistlicher und Apostolischer Vikar von Uganda.

## Leben
Joseph-Georges-Édouard Michaud trat der Ordensgemeinschaft der Weißen Väter bei und empfing am 29. Juni 1911 das Sakrament der Priesterweihe.
Am 17. November 1928 ernannte ihn Papst Pius XI. zum Titularbischof von Zabi und zum Apostolischen Vikar von Tabora. Der Apostolische Vikar von Uganda, Henri Streicher MAfr, spendete ihm am 3. März 1929 die Bischofsweihe; Mitkonsekratoren waren der Apostolische Vikar von Bagamoyo, Bartholomew Stanley Wilson CSSp, und der Apostolische Vikar von Tanganjika, Joseph-Marie Birraux MAfr. Sein Wahlspruch Oportet illum regnare („Denn er muss herrschen“) stammt aus 1 Kor 15,25 .
Pius XI. ernannte ihn am 24. März 1932 zum Koadjutorvikar von Uganda. Am 2. Juni 1933 wurde Michaud in Nachfolge von Henri Streicher Apostolischer Vikar von Uganda.